# Winona LaDuke
Winona LaDuke (Los Angeles, 28 settembre 1959) è un'attivista, saggista, economista e politica statunitense, che per due volte si è candidata alla vicepresidenza degli Stati Uniti d'America.

## Biografia
Nacque in una famiglia culturalmente variegata: il padre Vincent, nativo americano proveniente dal Minnesota, era un attore di film western divenuto attivista politico mentre la madre Betty, ebrea polacca, insegnava arte alla Southern Oregon University.
Ancor prima di laurearsi ad Harvard nel 1982 in economia ecologica si interessò dei problemi ambientali dei nativi americani e nel 1977, a soli diciott'anni, parlò di questa questione alle Nazioni Unite.
Si occupò poi della White Earth: nel 1867 il governo degli Stati Uniti costituì tale riserva riconoscendo la sovranità del popolo Anishinaabe sulle 1300 e più miglia quadrate di territorio ricco di pini bianchi, terreni paludosi e molte altre risorse naturali. Successivamente la promessa tuttavia non fu mantenuta e negli anni ottanta LaDuke ha guidato presso le autorità governative statali e federali le azioni legali per riottenere la terra, che hanno avuto un successo solo parziale, dato che ella e gli altri manifestanti chiedevano la restituzione di tutta la terra.
Nel 1989, per la sua difesa dei diritti umani, la Reebok le concesse il finanziamento di 10.000 dollari che ella utilizzò per il lancio della White Earth Land Recovery Project, che aveva l'obiettivo di recuperare quanta più terra possibile: per questa ed altre iniziative, nel 1997 venne nominata "Donna dell'anno" da Ms. magazine.
Winona LaDuke ha scritto vari libri (Last Standing Woman del 1997 e All our Relations: Native Struggles for Land and Life del 1999) ed è comparsa in numerosi film e documentari nel ruolo di sé stessa. È stata candidata dai Verdi alla vicepresidenza degli USA nelle elezioni del 1996 e del 2000, ottenendo lo 0,7% dei voti nel primo caso ed il 2.7% dei consensi nel secondo: in tutte e due le occasioni, il suo nome compariva come vice di Ralph Nader.
Nelle elezioni primarie del 2004 ha sostenuto il candidato democratico Dennis Kucinich ed alle elezioni susseguenti ha votato per John Kerry. Nel 2008 la sua preferenza è andata a Barack Obama.